# Dream Into It
Dream Into It è il nono album in studio del cantante britannico Billy Idol, pubblicato nel 2025.

## Descrizione
Billy Idol torna con un nuovo album a dieci anni
da Kings & Queens of the Underground. Il disco è un mix di memorie e riflessioni, con sonorità pop-rock e atmosfere più rarefatte.
La canzone che da il titolo all'album Dream Into It introduce subito un tono malinconico e introspettivo.
77 in collaborazione con Avril Lavigne, ma solo per la traccia digitale e non su CD e LP, offre una cavalcata pop-punk nostalgica.
Wildside con Joan Jett e John Wayne con Alison Mosshart sono tra i brani più intensi.
Il disco oscilla tra il desiderio di raccontarsi e la difficoltà di trovare un linguaggio autentico.
I brani più significativi includono People I Love, Too Much Fun e Still Dancing, che richiamano le sonorità degli anni '80.

## Tracce
1. Dream Into It – 5:05
2. 77 (feat. Avril Lavigne (solo traccia digitale)) – 2:54
3. Too Much Fun – 3:20
4. John Wayne (feat. Alison Mosshart) – 4:16
5. Wildside (feat. Joan Jett) – 3:37
6. People I Love – 3:40
7. Gimme the Weight – 3:49
8. I'm Your Hero – 4:22
9. Still Dancing – 3:47

Durata totale: 34:50

## Formazione
- Billy Idol – voce
- Steve Stevens – chitarra, prima voce, basso (tracce 2, 5)
- Tommy English – coro, chitarra, tastiere, sintetizzatore, (traccia 4)
- Chris Chaney – basso
- Josh Freese – batteria (tracce 2–9)
- Glen Sobel – batteria (traccia 1)
- Joe Janiak – tastiere (tracce 1, 7, 9), cori (tracce 1, 7, 8)
- Nick Long – chitarra (tracce 2, 5), cori (tracce 2, 3, 5, 6)
- Alison Mosshart – prima voce (traccia 4)
- Joan Jett – prima voce (traccia 5)
- Kitten Kuroi – cori (traccia 1)
- Maiya Sykes – cori (traccia 1)
- Ella Vos – cori (tracce 1, 8)
- Jeremy Hatcher – cori (tracce 3, 8, 9)
- Erik Eldenius - cori (traccia 7)
- Dougie Needles – cori (traccia 5)
- Kenny Laguna – cori (traccia 5)
- Avril Lavigne – prima voce (traccia 2)